# Egyetemi Hadjárat Krisztusért
Az Egyetemi Hadjárat Krisztusért hivatalos nevén 2011 óta az Egyesült Államokban "Cru" (2011-ig Campus Crusade for Christ) egy felekezetközi, evangéliumi, keresztény szervezet melyet 1951-ben Bill Bright alapított a kaliforniai egyetemen, egyetemi hallgatók számára. Az Encyclopædia Britannica szerint a Campus Crusade for Christ a "világ legnagyobb keresztény szolgálata". Angol nyelvterületen a mozgalom nevét gyakran „Cru”-nak rövidítik. Bár a Cru eleinte egyetemi szolgálatként kezdte tevékenységét, a szolgálati célcsoportját időközben, a felnőttkorúak, sportolók és középiskolás diákok célcsoportjával is kibővítette.
Nemzetközi székhelyét a Kaliforniába, Orlandóban helyezte át 1991-ben 2011-ben, az Egyesült Államokban „Cru” –névre változtatta a szervezet hivatalos megnevezését. Magyarországon CCC Magyarország Vallási Közösség néven működik, mely Magyarországon főként Timóteus Társaságként ismert.

## Története
- 1951, Bill Bright megalapítja a szervezetet.
- 1972, "EXPLO 72" néven megrendezésre kerül 80 000 fő részvételével egy konferencia melyben felvázolják az evangelizáció és a tanítvány-képzés alapelveit.
- 1974: 1974-ben "EXPLO '74" néven Szöulban megrendezésre kerül 300 000 fő részvételével egy tréning-konferencia melynek témája az evangelizáció és a tanítvány-képzés volt.
- 1976 A Cru szervezet egy reklámkampányt indított a keresztény életmód reklámozására, "Én megtaláltam!" feliratú matricák és hirdetések használatával.[5]
- 2001: Bill Bright lemondott a szervezet vezetői pozíciójáról, őt Steve Douglass követi az elnöki pozícióban.
- 2011 A The New York Times egy cikkben számol be a Cru tevékenységéről, melyben említésre kerül, hogy a Cru-ban akkorra már 25 000 misszionárius dolgozott, összesen 191 országban.

Július 19-én bejelentették, hogy az Egyetemi Hadjárat Krisztusért nevet az Egyesült Államokban azért változtatták "Cru"–ra, hogy felszámolják az eredeti névhez kötődő akadályokat.

## Szolgálatok

### Egyetemi szolgálatok
A Cru számos diákközösséget működtet. Jelenleg összesen 1740 felsőoktatási intézmény területén tevékenykedik.

## Lásd még
- CCC Magyarország

## Fordítás
- Ez a szócikk részben vagy egészben a Cru (Christian organization) című angol Wikipédia-szócikk fordításán alapul.  Az eredeti cikk szerkesztőit annak laptörténete sorolja fel. Ez a jelzés csupán a megfogalmazás eredetét és a szerzői jogokat jelzi, nem szolgál a cikkben szereplő információk forrásmegjelöléseként.

## Külső hivatkozások
- Cru - Hivatalos nemzetközi honlap